# Wolverine and the X-Men (fumetto)
Wolverine and the X-Men è una testata fumettistica pubblicata dall'editore statunitense Marvel Comics a partire dall'ottobre 2011. Utilizzando come punto di partenza lo Scisma degli X-Men, durante l'iniziativa Regenesis la fazione guidata da Wolverine decise di ritornare a Westchester riaprendo la scuola con il nome di Jean Grey School for Higher Learning. Essendo divenuto il titolo principale fra quelli schierati con Wolverine (gli altri sono Uncanny X-Force, X-Factor, X-Men: Legacy e più tardi Astonishing X-Men) al suo interno viene mostrata il ruolo di preside ed insegnante di Wolverine, Kitty Pryde e della loro cerchia di collaboratori. Dopo il termine del crossover Battaglia dell'atomo del 2013, la testata termina la pubblicazione con il n. 42 (febbraio 2014) a causa del numerosi impegni con altre serie del suo creatore Jason Aaron, per essere rilanciata dal n. 1 (marzo 2014) sotto l'etichetta All-New Marvel NOW! a opera di Jason Latour (testi) e Mahmud Asrar (disegni).

## Prima serie
La prima serie parla della fondazione della Jean Grey School da parte di Wolverine. Tra gli alunni ci saranno nuovi personaggi come Broo e Kid Gladiator, il principe degli Shi'ar.
All'inizio verranno attaccati da Krakoa, massa lì dal nuovo Club Infernale, però poi si unirà a loro, e poi anche in attacco dagli alieni della razza Brood.

### Avengers VS X-Men e oltre
Durante Avengers VS X-Men Wolverine si allea con gli Avengers, ma alcuni membri della scuola si uniranno a Ciclope. Alla fine della battaglia entreranno nella scuola i mutanti adolescenti che risiedevano su Utopia come Surge, Crosta e Hope (che abbandonerà la scuola poco dopo). Alla scuola si uniranno anche diversi nuovi mutanti come Mille Occhi, Shark Girl e Sprite. Alla scuola si unirà Tempesta, che sostituirà Kitty Pride come co-preside.

### Hellfire Saga
Il nuovo re nero del Club Infernale Kade Kilgore fonderà una scuola per mutanti malvagi, alla quale aderiranno anche Oya, Quentin Quire, Glob Herman e Broo, precedentemente alunni di Wolverine, e Husk e Toad, rispettivamente psicologa e bidello, della scuola. Alla fine però Kade verrà sconfitto, e gli studenti, Toad e Husk (che si scopre essere schizofrenica) torneranno alla Jean Grey School, seguiti da Manuel Endanque e Max Frankenstein, ex membri del Club Infernale, per essere tenuti sotto controllo.

### Promozioni
Dopo alcuni inconvenienti come il licenziamento di Toad e la sua fuga con Max, si arriverà al giorno delle promozioni, dove Pixie, Armor, Anole e (a sorpresa) Quentin si diplomerammo.

## Seconda serie

### Lezioni di un Futuro Passato
Alla Jean Grey School sono combinate molte cose. Gli insegnanti sono in vacanza, e alla scuola gli unici insegnanti sono Bestia, Tempesta, Wolverine, Doop e Warbird. Perciò decideranno di eleggere Armor e Quentin supplenti. Quest'ultimo fuggirà però dopo aver scoperto l'esistenza dell'associazione della Fenice Corps, ma verrà catturato dal capo dell'associazione, Eden Young, che vuole farlo diventare Fenice. Wolverine e Tempesta tenteranno di fermare Eden, me verranno sconfitti dal telepate Fedele John, che rivela che lui ed Eden vengono da un futuro devastati da Genesis, divenuto Apocalisse. Quentin nonostante la scoperta che diventano Fenice potrà sconfiggerlo deciderà di andare in Canada per unirsi agli X-Men di Ciclope, mentre John affronterà Doop, e metterà Satiro contro Rockslide e Oya, che volevano difendere Genesis. Quest'ultimo verrà però portato nella dimensione tascabile mondo e tratto in salvo da Fantomex.
Younge nel frattempo viene attaccato da Ciclope, che ha salvato Quentin (sul punto di morire congelato nelle nevi del Canada), che salva così Wolverine. Eden allora viene convinto da Quentin a portarlo nel futuro, per scoprire cosa ci sia di vero. Wolverine vuole seguirli, usando il macchinario temporale di Bestia. Però scopre che Oya, che vuole salvare Quentin, lo ha preceduto.

## Contributi
| Sceneggiatori            | Disegnatori                                           |
| - Jason Aaron, 2011-oggi | - Chris Bachalo, 2011-oggi - Nick Bradshaw, 2011-oggi |

## Formazione
| Numeri | Personaggi |
| ------ | --- |
| 1-15   | Bestia, Broo, Kid Gladiator, Kid Omega, Marvel Girl, Oya, Shadowcat, Uomo Ghiaccio, Wolverine                                                                    |
| 16-18  | Bestia, Broo, Marvel Girl, Oya, Shadowcat, Uomo Ghiaccio, Warbird, Wolverine                                                                                     |
| 19-35  | Bestia, Broo, Genesis, Marvel Girl, Mille Occhi, Oya, Shadowcat, Shark-girl, Sprite, Tempesta, Uomo Ghiaccio, Warbird, Wolverine                                 |
| 36-37  | crossover battaglia dell'atomo |
| 38-40  | Broo, Genesis, Kid Gladiator, Quentin Quire, Mille Occhi, Oya, Shark-Girl, Sprite, Wolverine                                                                     |
| 41     | Bestia, Husk, Manuel Endenque, Marvel Girl, Tempesta, Toad, Uomo Ghiaccio, Wolverine                                                                             |
| 42     | Angelo, Broo, Doop, Genesis, Kid Gladiator, Marvel Girl, Mille Occhi, Oya, Pixie, Quentin Quire, Shark-Girl, Sprite, Tempesta, Uomo Ghiaccio, Warbird, Wolverine |